# کارل زیگیسموند کونت
کارل زیگیسموند کونت (انگلیسی: Carl Sigismund Kunth؛ ۱۸ ژوئن ۱۷۸۸ – ۲۲ مارس ۱۸۵۰) یک زیست شناس اهل آلمان بود.